# Grèves des ouvriers de Peñarroya en 1971 et 1972
Les Grèves des ouvriers de Peñarroya en 1971 et 1972 pour la défense des conditions de travail des ouvriers immigrés ont eu lieu en janvier 1971 puis de janvier 1972 à mars 1972 dans les trois usines d’affinage du trust Penarroya, alors premier producteur mondial de plomb, et qui a donné lieu à une importante couverture d'actualité puis un film et des enquêtes médicales approfondies permettant une reconnaissance plus fine des effets du saturnisme .
La grève est tout d'abord déclenchée plusieurs semaines après un accident du travail de la Société minière et métallurgique de Peñarroya et met l'accent sur les conditions de travail. 

## Contexte
La Société minière et métallurgique de Peñarroya est le premier producteur mondial de plomb en 1970, avec 335.000 tonnes en 1970 dont 180.000 tonnes en France. Présente dans 28 pays, elle est le principal actif industriel du groupe Rothschild. Elle est classée comme la première entreprise française par la rentabilité. Son activité repose à la fois sur l’extraction du minerai (en France, dans les mines de Largentière en Ardèche, des Malines dans le Gard, de la Plagne en Savoie et de Peyrebrune dans le Tarn), sa transformation (dans l’usine de Noyelles-Godault par exemple) ou sa récupération, à partir des vieilles batteries de voiture (notamment dans les usines de Saint-Denis et de Lyon). La main-d’œuvre y est en majorité constituée d’ouvriers étrangers, pour l’essentiel originaires du Maghreb, dans ces usines françaises de retraitement du plomb récupéré à partir de batteries de voitures. 

## Déroulement

### Le conflit de 1970-1971
Les ouvriers de Saint-Denis occupent l’entreprise en janvier 1971, à partir du 19 janvier, encadrés par l’Union locale CGT de Saint-Denis, après avoir déposé des revendications le 11 janvier 1971. Ils dénoncent leur pénible condition de travail, l’insalubrité de l’usine, l’impossibilité d’évoluer professionnellement et la toxicité du plomb. La grève fait suite à plusieurs mois de discussions collectives, à l’échelle des ateliers puis en assemblée générale, qui aboutissent, en décembre 1970, au total renouvellement des délégués du personnel, avec pour la première fois dans l’histoire de cette usine, des travailleurs immigrés, « originaires d’Afrique, alors même que la législation imposait encore d’être français pour être éligible aux fonctions de délégué du personnel. Les images sont tournées durant la grève par un militant du groupe maoïste Vive la Révolution et la bande son qui accompagne leur montage témoignent d'une usine vétuste où les ouvriers sont quotidiennement exposés, sans protection, à l’intoxication par le plomb – ou saturnisme. Filmés aussi par Daniel Anselme dans un long-métrage remarqué, les salariés ont défendu leur droit à la santé avec le soutien de médecins.
Après 17 jours de grève et l’obtention de la plupart de leurs revendications, le syndicat incite les ouvriers à cesser le mouvement. Souhaitant entrer en relation avec leurs collègues des usines d'Escaudoeuvres, dans le Nord-Pas-de-Calais, et de Gerland, à Lyon, ils ont contacté Michel Leclercq, des Cahiers de Mai, qui habitait à Gerland. Il se fait inviter à boire le thé dans les bungalows de logement situés au sein même de l'usine. Il constate que les accidents de travail sont très nombreux et que les trois ateliers de l'usine (récupération de plomb, d'aluminium et de bronze) fonctionnent à feu continu, sans ventilateur, protection individuelle, ni extracteur et que les fumées envahissent les bungalows à chaque chargement des fours.

### Les suites de la 1ère grève
Mais la reprise du travail, le 6 février 1971, ne met pas fin à la mobilisation: trois semaines plus tard, une quinzaine d’ouvriers de l’usine, dont les délégués du personnel qui avaient encadré les anciens grévistes, adressent une lettre collective, en arabe et en français, aux autres ouvriers du trust afin de les informer et d’élaborer une enquête sur les conditions de travail. La diffusion de cette lettre bénéficie de l’appui des Cahiers de Mai, journal né en 1968 qui veut mettre en valeur le visage ouvrier du mouvement de Mai 68.
Biologiste, travaillant à l'Institut Pasteur de Lyon, Michel Leclercq, des Cahiers de Mai, créé un groupe de travail composé de médecins et de travailleurs de la santé au sein du comité de soutien. Avant et pendant la grève, les ouvriers lui ont demandé de les aider à se soigner et à se protéger contre le plomb. Le groupe de travail a organisé des consultations médicales militantes sur le site même et développé une explication commune de la maladie du plomb qui a servi à élaborer les revendications de prévention collective.
Des réunions sont organisées pendant un an, entre mars et décembre 1971, entre ouvriers des usines de Saint-Denis, Lyon et Escaudœuvres dans le Nord. Elles aboutissent au dépôt d’un Cahier de revendications communes, avec une demande à la direction de négocier. Un collectif de médecins démontre les niveaux d’intoxication saturnine et s'attelle à la rédaction d’un « Dossier santé  » ; ils sont relayés à Paris par le réseau du Groupe information santé (GIS), officiellement fondé en mai 1972, qui contribue à la diffusion d’une « déclaration des médecins du comité de soutien aux travailleurs de Penarroya  ». 
Le premier bulletin du Groupe information santé de juillet 1972 publie ainsi des appels de  soutien aux travailleurs de l'industrie du plomb de son « groupe Usine », faisant référence au Saturnisme avec une lliste de signataires de l'appel.
En janvier 1972, un an après la première grève, un film est conçu comme un outil au service de la mobilisation, par Daniel Anselme, Dossier Penarroya : le deux visages du trust.

### Les grèves de 1972
Voyant que la direction refuse toujours d’ouvrir des négociations,  le 9 février, une grève conjointe est finalement déclenchée avec une stratégie offensive d’accusation et d’arrêt indéfini de la production pour la dénonciation générale des conditions de travail à Penarroya, en dévoilant "les deux visages du trust" pour viser son "image de marque" . Cette grève est appuyée par la montée en puissance des sections syndicales, et l’élaboration d’un cahier de revendications très argumenté.
Une section syndicale CFDT est en particulier créée à l’usine de Lyon-Gerland et les habitants du quartier de Gerland sont informés, via un comité de soutien. Cette section syndicale CFDT de Penarroya-Lyon, à laquelle ont adhéré tous les manœuvres et OS immigrés de l’usine, est appuyée par un comité de soutien très actif, qui permet une autonomie financière et logistique des grévistes – notamment par les relations tissées, au fil de la grève, avec des paysans du Centre départemental des jeunes agriculteurs.  Colette Magny consacre plusieurs chansons à la grève, et Léo Ferré apporte son soutien.
Le travail reprend rapidement à Saint-Denis, la CGT désavouant la grève, car elle y voit la main des "bandes maoïstes et autres aventuriers", mais elle se poursuit pendant plus d’un mois à Lyon jusqu’au 12 mars 1972. Après 33 jours de grève, plusieurs revendications sont satisfaites. Mais les ouvriers continuent à dénoncer  les visites truquées de l’Inspection du travail et la « médecine patronale ». Finalement, la direction s'engage à étudier un système d’élimination des fumées et des poussières de plomb et  une diminution des horaires de travail, une augmentation de salaires, l’embauche d’une infirmière à plein temps et la communication des analyses médicales jusque là dissimulées.

## Conséquences
Grâce à l'action du collectif de médecins qui a démontré les niveaux d’intoxication au plomb des ouvriers,  la maladie professionnelle du plomb sera reconnue par la Sécurité sociale. Une enquête médicale est impulsée par des médecins du « secteur usine  » du Groupe information santé, à laquelle les ouvriers prennent une part active en 1973. Ses résultats montrent l’obsolescence des critères de dépistage retenus par le code de la sécurité sociale pour reconnaître l’intoxication par le plomb. A Villefranche-sur-Saône, où est transféré l'usine de Gerland en septembre 1974, la création d'un groupe de « médecins des ouvriers  », révélateur du courant critique qui traverse alors le champ médical, aboutit à la production d’une expertise alternative sur le saturnisme. Puis en 1977, un décret va modifier la définition de la maladie saturnine pour aboutir au décret « plomb » de février 1988 relatif à la prévention et à la surveillance médicale des travailleurs exposés au plomb. C'était déjà une des six premières maladies à avoir été déclarée maladie professionnelle en octobre 1919.